# مونتاین‌ویو، شهرستان مرسر، نیوجرسی
مونتاین‌ویو (به انگلیسی: Mountainview) یک منطقهٔ مسکونی در ایالات متحده آمریکا است که در اوینگ، نیوجرسی قرار دارد.